# صالحة سلطان بنت محمود
صالحة سلطان بنت محمود (بالتركية: Saliha Sultan)‏ هي ابنة السلطان العثماني محمود الثاني. وُلدت في 16 يونيو 1811 في إسطنبول، وتوفيت في 19 فبراير 1843 في إسطنبول.